# Tobias Wendl (Kunsthistoriker)
Tobias Wendl (* 1957 in München) ist ein deutscher Kunsthistoriker, Ethnologe, Ausstellungs- und Filmemacher. Er war von 2001 bis 2010 Direktor des Iwalewahauses an der Universität Bayreuth und von 2010 bis 2022 Inhaber des Lehrstuhls für Kunst und visuelle Kulturen Afrikas an der Freien Universität Berlin.

## Leben und Werdegang
Nach dem Abitur (1977 Gymnasium Icking) war Tobias Wendl zunächst freiberuflich in den Bereichen Architektur- und Industriefotografie tätig. Von 1978 bis 1989 studierte er Ethnologie, Psychologie, Literaturwissenschaften und Linguistik an der Ludwig-Maximilians-Universität in München sowie der Westfälischen Wilhelms-Universität in Münster. Nach dem Magisterexamen (1984) war er Stipendiat des DAAD und der Graduiertenförderung des Landes Nordrhein-Westfalen (1985–1988) und wurde 1990 in München mit einer Arbeit über den Mami-Wata-Kult in Westafrika zum Dr. phil. promoviert. Zu seinen Lehrern gehörten Johannes W. Raum (LMU München), Rüdiger Schott (WWU Münster) sowie Fritz W. Kramer (FU Berlin / HFBK Hamburg). Zwischen 1989 und 1991 betreute er im Auftrag der GTZ in Cacavelli / Togo den Aufbau einer landwirtschaftlichen Lehrfilmproduktion. 1992/93 war er Stipendiat des DAAD an der Maison des Sciences de l’Homme in Paris; und von 1993 bis 1997 wissenschaftlicher Angestellter an der Universität München im Rahmen des von der DFG geförderten Verbundprojekts „Visuelle Anthropologie: Kulturvergleichende Studien zur Konstruktion von Fremd- und Eigenbildern“. Seine Forschungen zur Fotografie in Ghana führten zu verschiedenen Ausstellungsprojekten, u. a. zu „Snap me one! Studiofotografen in Afrika“, das er gemeinsam mit Heike Behrend, Henrike Grohs, Kerstin Pinther und Margrit Prussat realisierte und das im Münchner Stadtmuseum, dem Museum Abteiberg Mönchengladbach, dem Tropenmuseum in Amsterdam sowie in einer reduzierten Version auch auf der 3. Fotobiennale in Bamako / Mali (1998) zu sehen war. Von 1999 bis 2001 war er wissenschaftlicher Mitarbeiter im DFG-Forschungskolleg Medien und kulturelle Kommunikation SFB/FK 427 an der Universität zu Köln.
2001 übernahm Wendl die Leitung des Iwalewahauses an der Universität Bayreuth und intensivierte seine Ausstellungstätigkeit. Gemeinsam mit dem Münchner Stadtmuseum realisierte er das Projekt „Afrikanische Reklamekunst“ (2002–2003), mit der Kunsthalle Wien und anderen Partnern das Projekt „Africa Screams: Das Böse in Kino, Kunst und Kult“ (2004–2006) sowie – gefördert durch die Kulturstiftung des Bundes – die Ausstellung „Black Paris – Kunst und Geschichte einer schwarzen Diaspora“, die am Frankfurter Weltkulturen Museum sowie in einer erweiterten Version am Musée d’Ixelles in Brüssel gezeigt wurde (2006–2008). Wendl beteiligte sich am Bayreuther Sonderforschungsbereich SFB/FK 560 „Lokales Handeln in Afrika im Kontext globaler Einflüsse“ und leitete von 2005 bis 2008 gemeinsam mit dem Philosophen Josephat Obi Oguejiofor von der Nnamdi Azikiwe University in Awka / Nigeria das im Rahmen der Volkswagenstiftungsinitiative Knowledge for Tomorrow geförderte interdisziplinäre Forschungsprojekt „Belief in the Paranormal and Occult in West Africa“.
2010 wurde Tobias Wendl auf den am Kunsthistorischen Institut der Freien Universität Berlin von der Alfried Krupp von Bohlen und Halbach-Stiftung neu eingerichteten Lehrstuhl für Kunst und Visuelle Kulturen Afrikas berufen. Durch die Schaffung zweier Studiengänge (BA und MA), die er gemeinsam mit Kerstin Pinther konzipierte, wurde das in der universitären Kunstgeschichte im deutschsprachigen Raum bis dahin nicht ausgewiesene Fachgebiet der Kunst Afrikas erstmals verankert. In der Verbundforschung beteiligte sich Wendl als Teilprojektleiter an der Forschergruppe FOR 1703 Transkulturelle Verhandlunsgräume von Kunst sowie am Sonderforschungsbereich SFB 1171 Affective Societies. Besondere Aufmerksamkeit erfuhren in seinen Forschungen populärkulturelle Bildformate und -zeugnisse sowie Fragen der Bildpragmatik bzw. des Handelns mit Bildern. Er engagierte sich für eine Erweiterung und Vertiefung der Synthesebildungen zwischen kunsthistorischen und ethnografischen Methoden und flankierte seine Forschungen häufig mit dokumentarischen Filmprojekten. Insgesamt verbrachte er mehr als vier Jahren mit Forschungsaufenthalten in Afrika, zunächst vor allem in Westafrika (Ghana, Togo, Benin, Nigeria, Mali und Senegal), später auch in Südafrika sowie Ägypten, Algerien und Marokko. 2022 trat er in den Ruhestand. Seine aktuellen Forschungsinteressen gelten der Wissenschaftsgeschichte, den transatlantischen Beziehungen zwischen Afrika und den Amerikas sowie der Geschichte ikonoklastischer Bewegungen in Afrika im 20. und 21. Jh. Tobias Wendl ist verheiratet, hat eine Tochter und lebt in Berlin.

## Preise und Auszeichnungen
- 2007: Award of Commendation der Society of Visual Anthropology für den Film Ghanaian Video Tales. Film, Video and Interactive Media Festival der American Anthropological Association, Washington.[11]
- 1999: Winning Film. Preis für den Film Future Remembrance. 26th Athens Film & Video Festival, Athens, Ohio.[12]
- 1999: Winning Film. Auszeichnung für den Film Future Remembrance. Vitas Festival, UCLA Film & Folklore Association, Los Angeles.[13]
- 1998: Prix Reportage Photographique. Preis für den Film Future Remembrance. Festival du film d’art, UNESCO, Paris.[14]
- 1998: Premio Communitá Montana Colline del Fiora. Preis für den Film Future Remembrance. Maremma Doc Festival, Pitigliano.[15]
- 1998: Prize for the Best Anthropological Documentary. Auszeichnung für den Film Future Remembrance. International Documentary Festival, Pärnu.[16]
- 1998: Award of Excellence für den Film Future Remembrance. Film and Interactive Media Festival, American Anthropological Association, Philadelphia.[17]
- 1998: Prix Planète. Preis für den Film Future Remembrance. 17. Bilan du Film ethnographique, Musée de l’Homme, Paris.[18]

## Schriften und Filmografie

### Bücher
- 2019 Image Testimonies. Witnessing in Times of Social Media. London / New York: Routledge. Herausgegeben mit Kerstin Schankweiler und Verena Straub.
- 2015 9/11 and its Remediations in Popular Culture and Arts in Africa. Münster/Berlin: Lit-Verlag. Herausgegeben mit Heike Behrend.
- 2012 Exploring the Paranormal and Occult in West Africa. Münster/Berlin: Lit-Verlag. Herausgegeben mit Josephat Obi Oguejiofor.
- 2009 Neue Nachbarschaften. Ein Fotoprojekt von Akinbode Akinbiyi und Bayreuther SchülerInnen. Bayreuth: Bumerang Verlag. Herausgegeben mit Hauke Dorsch.
- 2008 Andrew Tshabangu – Johannesburg Transitions. Köln: Seippel Verlag. Herausgegeben mit Ralf Seippel.
- 2006 Black Paris – Kunst und Geschichte einer schwarzen Diaspora. Wuppertal: Hammer . Herausgegeben mit Bettina von Lintig und Kerstin Pinther.
- 2004 Africa Screams. Das Böse in Kino, Kunst und Kult. Wuppertal: Hammer. (Herausgeber).
- 2002 Afrikanische Reklamekunst. Wuppertal: Hammer. (Herausgeber).
- 1999 Frontiers and Borderlands. Anthropological Perspectives. Frankfurt a. M.: Lang. Herausgegeben mit Michael Rösler.
- 1998 Snap me one! Studiofotografen in Afrika. München: Prestel. Herausgegeben mit Heike Behrend.
- 1991 Mami Wata – oder ein Kult zwischen den Kulturen. Münster und Hamburg: Lit-Verlag. (= Dissertation LMU)

### Dokumentarfilme (Auswahl)
- 2022 Cheick Diallo – or the Quest to Make Things Light. (D – 64 min). Mit Kerstin Pinther. Online
- 2010 Terrorizing the Concept of Meaning – Conversations with Johan Thom (D – 43 min). Mit Thorolf Lipp. Online
- 2010 Helping Things to Reappear – Conversations with Minnette Vari (D – 43 min). Mit Thorolf Lipp. Online
- 2005 Ghanaian Video Tales (D – 60 min.) Online
- 1998 Future Remembrance. Photography and Image Arts in Ghana (D – 54 min.). Mit Nancy du Plessis. Online
- 1988 Mami Wata – Der Geist der weißen Frau (D – 45 min). Mit Daniela Weise. Online